# 게오르크 엘저

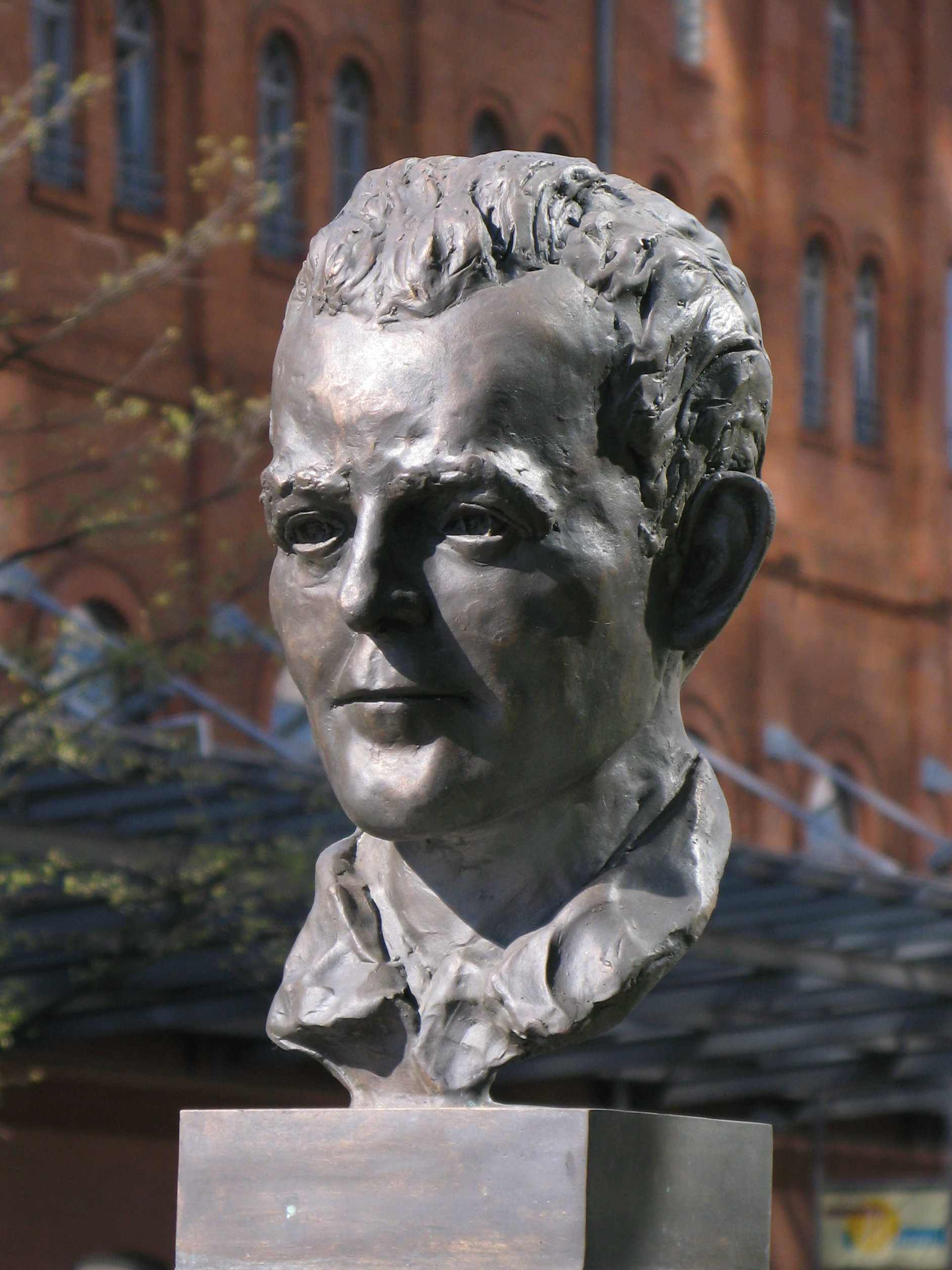

요한 게오르크 엘저(독일어: Johann Georg Elser, 1903년 1월 4일 ~ 1945년 4월 9일)는 나치즘에 반대하였던 독일인이다. 히틀러를 1939년 암살하려다 실패한 후 체포되었으며, 다하우 강제 수용소에 수감 중이던 1945년 4월 9일에 처형되었다.

## 같이 보기
- 히틀러 암살미수